# Jeremy Luke
Jeremy Luke né à New York le 23 mars 1978, est un acteur américain, surtout connu pour ses rôles dans Jersey Shore Shark Attack et Don Jon. Il est actuellement en vedette Mickey Cohen dans la série TNT Mob City.

## Biographie
Jeremy Luke est né le 23 mars 1978 à Staten Island, New York et il y a passé son enfance. Il a fréquenté le Collège de Staten Island et a continué à avoir une carrière réussie en tant que promoteur Night Club.
Pendant la première décennie de sa carrière, Jeremy avait surtout de petits rôles d'invité dans des séries télévisées telles que Amy, NYPD Blue, Urgences, Las Vegas, et Desperate Housewives. Il a obtenu son premier grand rôle dans le film de télévision Syfy Jersey Shore Shark Attack.
En 2013, il avait un rôle de soutien dans Don Jon, qui a été réalisé et joué Joseph Gordon-Levitt. [4] Il a également commencé à jouer le rôle de Mickey Cohen dans la série de télévision TNT Mob City, qui a été créé par le réalisateur et écrivain Frank Darabon

## Filmographie
- 2012 : Jersey Shore Shark Attack
- 2002 : Big Shot : Confession d'un bookmaker (Big Shot: Confessions of a Campus Bookie), d'Ernest R. Dickerson (téléfilm) : Nick
- 2013-présent : Mob City
- 2013 : Don Jon de Joseph Gordon-Levitt
- 2014 : Jersey Boys de Clint Eastwood
- 2019 : The Irishman de Martin Scorsese : Thomas Andretta